# Sant Maur de Contrast
Sant Maur és una església al nucli de Contrast al terme municipal d'Argençola (l'Anoia). Potser és contemporània a la torre medieval del Contrast (s. XII). És citada el 1443. Depenia d'Argençola però no arribà a la categoria de sufragània. Era la capella del castell d'aquest nucli senyorial (quadra).
És petita, romànica, encara que molt modificada per reformes posteriors (ha estat restaurada en el seu interior i conserva els murs, la volta, l'arc triomfal i l'absis de pedra treballada), conserva la imatge gòtica de "Sant Maur", del segle xv, mutilada el 1936. La porta principal està tapiada. Està tan modificada que es pot dir que només conserva de l'estil primitiu l'absis, i encara en part sobrealçat.
La imatge de Sant Maure sembla realitzada en pedra calcària. Té el cos bastant desproporcionat, sobretot les mans (encara que poden ser fruit de la restauració després de la mutilació de 1936). Vesteix mitra i capa abacial, i porta un bàcul pastoral. La part posterior no està treballada i s'observen les marques del picapedrer.